# Georges Averoff (1868-1930)
Pour les articles homonymes, voir Averoff.
Ne doit pas être confondu avec Georges Averoff.
Georges Averoff (en grec moderne : Γεώργιος Αβέρωφ, né le 13 août 1868 à Athènes et mort le 5 mai 1930 à Neuilly-sur-Seine) est un homme politique grec.

## Biographie
Georges Averoff naît en 1868. Il est élu député de Chalcis en 1895, et réélu en 1899 et en 1902. Il est ensuite élu député d’Eubée en août 1910, en novembre 1910 puis en mai 1915.
Du 19 octobre 1916 au 27 juin 1917, il est ministre de l’Instruction ecclésiastique et publique, au sein du gouvernement de défense nationale basé à Thessalonique.
Il a été président du Conservatoire d’Athènes.
Neveu de Georges Averoff, qui a financé la restauration du Stade panathénaïque utilisé à l’occasion des Jeux olympiques de 1896 à Athènes, il devient président du Comité des Jeux olympiques (EOA), actuel Comité olympique hellénique, en 1924, et membre du CIO en 1926. Il occupe ces deux fonctions jusqu’à sa mort mais n’assiste à aucune session du CIO durant cette période.
Georges Averoff meurt à Neuilly-sur-Seine, des suites d’une opération des reins, le 5 mai 1930.